# تلفس
شهر تلفس (به آلمانی: Telfs) در استان  تیرول با جمعیت  ۱۴٬۴۴۳  نفر در کشور اتریش واقع شده‌است.

## نگارخانه

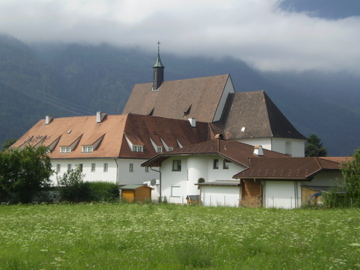
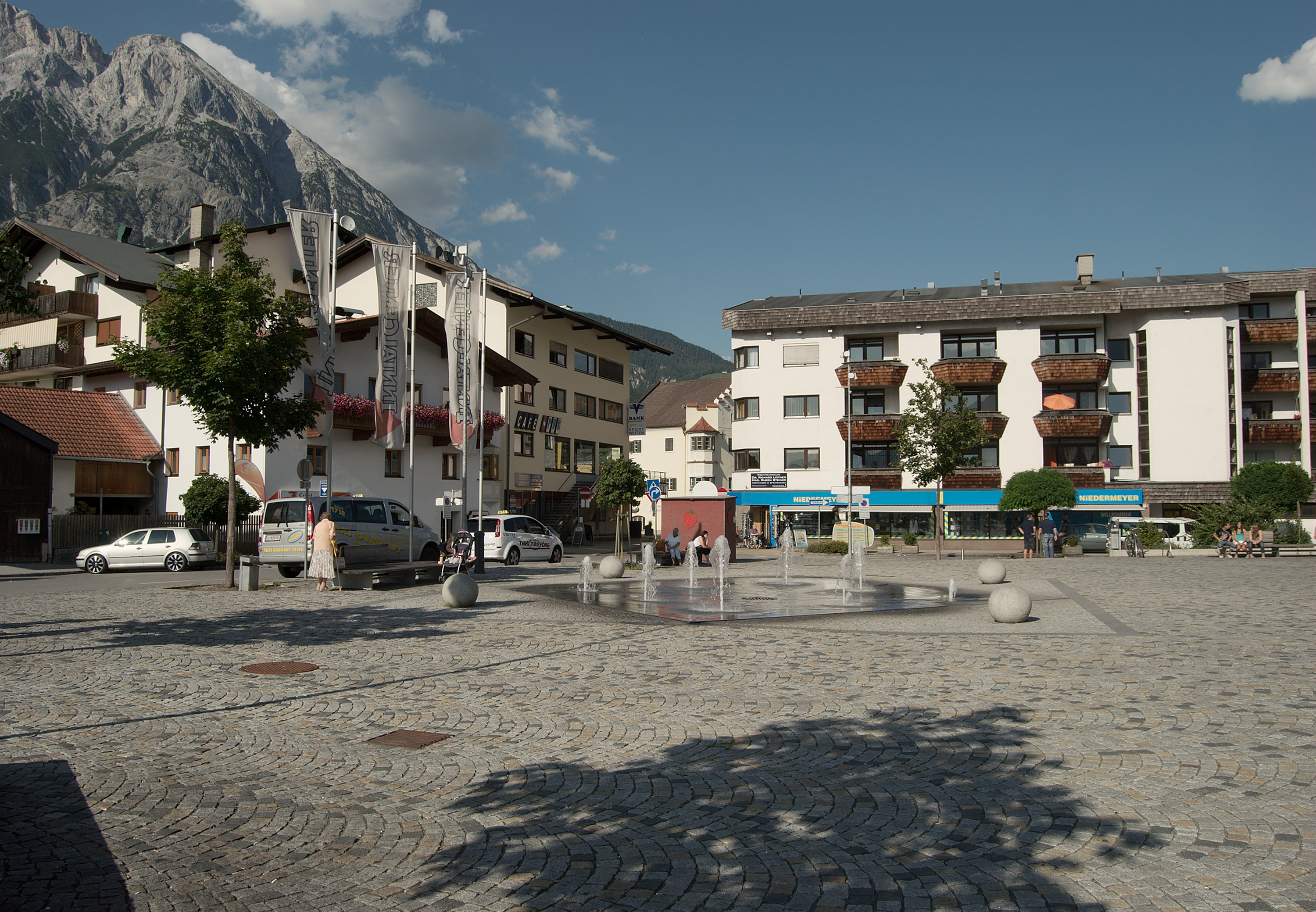
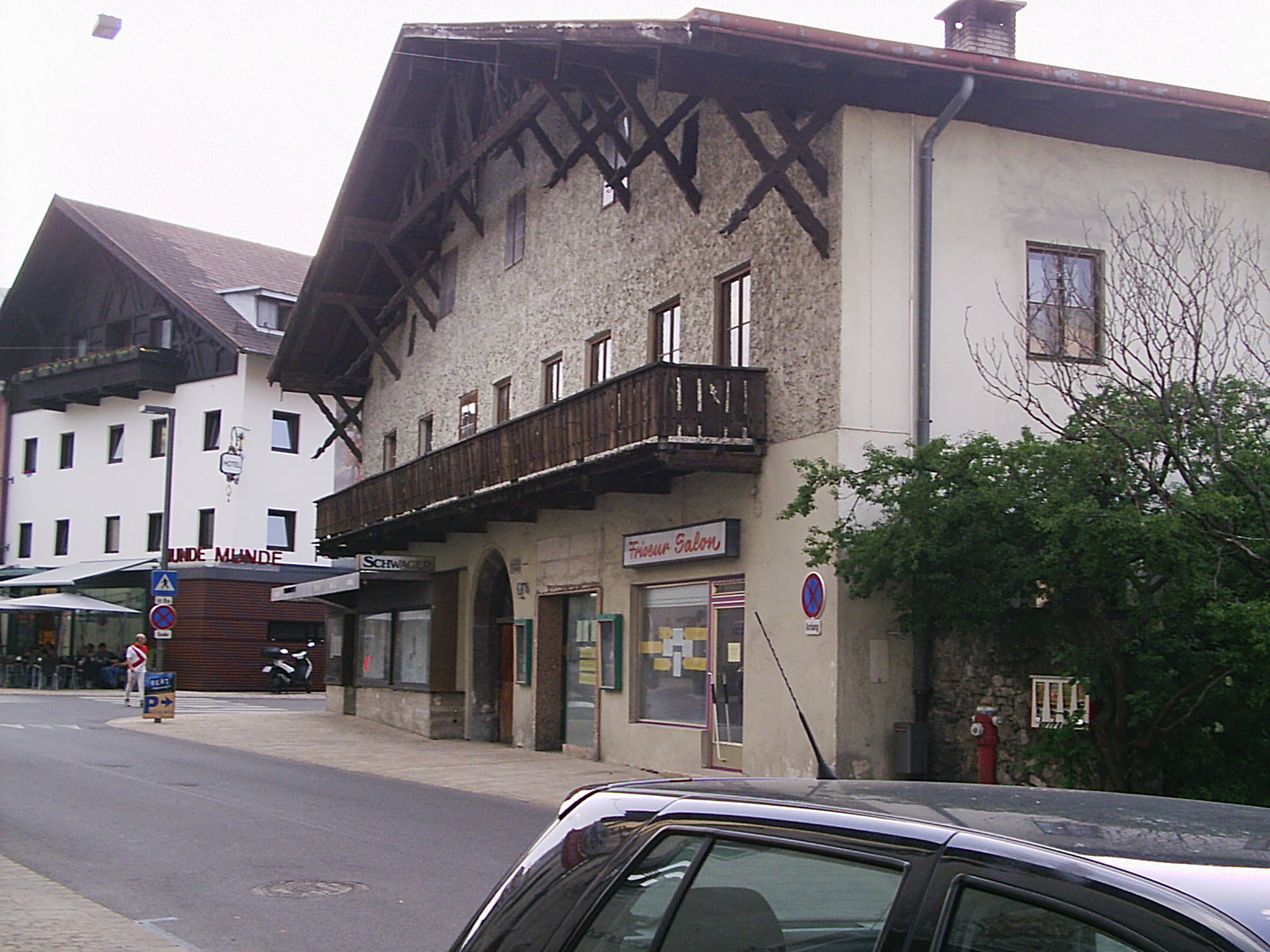